# Campeonato Mundial de Ginástica de Trampolim de 2023
O Campeonato Mundial de Ginástica de Trampolim de 2023 foi realizado na Arena Birmingham, Birmingham, Inglaterra, de 9 a 12 de novembro de 2023. A competição serviu como um evento de qualificação para os Jogos Olímpicos de Verão de 2024.

## Nações participantes
- África do Sul (5)
- Alemanha (14)
- Argélia (2)
- Argentina (4)
- Austrália (23)
- Áustria (4)
- Azerbaijão (5)
- Bélgica (9)
- Bolívia (1)
- Brasil (6)
- Bulgária (2)
- Canadá (22)
- Cazaquistão (6)
- Chéquia (7)
- China (12)
- Colômbia (2)
- Dinamarca (12)
- Egito (4)
- Espanha (22)
- Estados Unidos (24)
- Estónia (1)
- Finlândia (1)
- França (14)
- Grã-Bretanha (24) (Anfitrião)
- Geórgia (4)
- Grécia (12)
- Hong Kong (3)
- Irlanda (2)
- Itália (4)
- Japão (20)
- Letônia (1)
- México (9)
- Nova Zelândia (8)
- Países Baixos (6)
- Polónia (1)
- Portugal (24)
- Suíça  (2)
- Suécia (8)
- Turquia (5)
- Ucrânia (16)
- Uzbequistão (2)

## Medalhistas
| Evento               | Ouro | Prata | Bronze |
| -------------------- | --- | --- | --- |
| Masculino            | | | |
| Individual           | Yan Langyu (CHN) | Wang Zisai (CHN) | Ryusei Nishioka (JPN) |
| Individual - Equipes | França · Julian Chartier · Allan Morante · Pierre Gouzou · Morgan Demiro-o-Domiro                                                                                                   | Espanha · David Vega · Jorge Martín · Robert Vilarasau · David Franco | Grã-Bretanha · Andrew Stamp · Zak Perzamanos · Corey Walkes · Peter Buravytskiy                                                                              |
| Sincronizado         | Alemanha · Caio Lauxtermann · Fabian Vogel | Estados Unidos · Ruben Padilla · Aliaksei Shostak | França · Pierre Gouzou · Morgan Demiro-o-Domiro |
| Duplo-Mini           | Ruben Padilla (USA) | David Franco (ESP) | Tiago Sampaio Romão (POR) |
| Duplo-Mini - Equipes | Estados Unidos · Tomas Minc · Simon Smith · Ruben Padilla · Dylan Kline | Espanha · David Franco · Andrés Martínez · Carlos del Ser · Nicolás Toribio                                                                                                 | Grã-Bretanha · Omo Aikeremiokha · Daniel Berridge · Lewis Gosling · Marshall Frost                                                                           |
| Tumbling             | Mikhail Malkin (AZE) | Kaden Brown (USA) | Jaydon Paddock (GBR) |
| Tumbling - Equipes   | Azerbaijão · Adil Hajizada · Mikhail Malkin · Tofig Aliyev · Elnur Mammadov | Grã-Bretanha · Jaydon Paddock · Kristof Willerton · William Cowen · Fred Teague                                                                                             | Dinamarca · Martin Abildgaard · Magnus Lindholmer · Mads Hansen · Jeppe Mikkelsen                                                                            |
| Feminino             | | | |
| Individual           | Bryony Page (GBR) | Zhu Xueying (CHN) | Jessica Stevens (USA) |
| Individual - Equipes | China · Zhu Xueying · Fan Xinyi · Hu Yicheng · Cao Yunzhu | França · Léa Labrousse · Laura Paris · Cléa Brousse · Anaïs Brèche | Geórgia · Mariam Raguimovi · Anano Apakidze · Luba Golovina · Teona Dzhandzhgava                                                                             |
| Sincronizado         | Estados Unidos · Nicole Ahsinger · Cheyenne Webster | China · Qiu Zheng · Lin Qianqi | Grã-Bretanha · Isabelle Songhurst · Bryony Page |
| Duplo-Mini           | Melania Rodríguez (ESP) | Aliah Raga (USA) | Grace Harder (USA) |
| Duplo-Mini - Equipes | Grã-Bretanha · Kirsty Way · Molly McKenna · Bethany Williamson · Ruth Shevelen | Portugal · Diana Gago · Alexandra Garcia · Sara Guido · Rita Abrantes | Canadá · Ashley Anaka · Zoe Phaneuf · Hannah Metheral · Kalena Soehn                                                                                         |
| Tumbling             | Candy Brière-Vetillard (FRA) | Megan Kealy (GBR) | Saskia Servini (GBR) |
| Tumbling - Equipe    | Grã-Bretanha · Naana Oppon · Saskia Servini · Megan Kealy · Shanice Davidson | França · Maëlle Dumitru-Marin · Marie Deloge · Candy Brière-Vetillard · Maëlie Abadie                                                                                       | Estados Unidos · Miah Bruns · Tia Taylor · Anastasia Katchalova · Hope Bravo                                                                                 |
| Misto                | | | |
| Geral por Equipes    | Estados Unidos · Nicole Ahsinger · Kaden Brown · Miah Bruns · Cody Gesuelli · Shelby Nobuhara · Ruben Padilla · Isaac Rowley · Aliaksei Shostak · Jessica Stevens · Cheyene Webster | Portugal · Diogo Abreu · Mariana Carvalho · Mariana Cascalheira · Sofia Correia · Pedro Ferreira · Diana Gago · Catarina Marianito Nunes · Vasco Peso · Tiago Sampaio Romão | Grã-Bretanha · Shanice Davidson · Lewis Gosling · Bryony Page · Zak Perzamanos · Isabelle Songhurst · Andrew Stamp · Fred Teague · Corey Walkes · Kirsty Way |

## Quadro de medalhas
*   país anfitrião (Grã-Bretanha)
| Pos.                | País                | Ouro | Prata | Bronze | Total |
| ------------------- | ------------------- | ---- | ----- | ------ | ----- |
| 1                   | Estados Unidos      | 4    | 3     | 3      | 10    |
| 2                   | Grã-Bretanha        | 3    | 2     | 6      | 11    |
| 3                   | China               | 2    | 3     | 0      | 5     |
| 4                   | França              | 2    | 2     | 1      | 5     |
| 5                   | Azerbaijão          | 2    | 0     | 0      | 2     |
| 6                   | Espanha             | 1    | 3     | 0      | 4     |
| 7                   | Alemanha            | 1    | 0     | 0      | 1     |
| 8                   | Portugal            | 0    | 2     | 1      | 3     |
| 9                   | Canadá              | 0    | 0     | 1      | 1     |
| 9                   | Dinamarca           | 0    | 0     | 1      | 1     |
| 9                   | Geórgia             | 0    | 0     | 1      | 1     |
| 9                   | Japão               | 0    | 0     | 1      | 1     |
| Total (12 entradas) | Total (12 entradas) | 15   | 15    | 15     | 45    |

## Qualificação olímpica
Foram disponibilizadas até oito vagas no trampolim individual masculino e feminino, com no máximo uma por Comitê Olímpico Nacional em cada gênero.
Os seguintes CONs qualificaram uma ginasta de trampolim para os Jogos Olímpicos de Verão de 2024:
| Individual masculino                                          | Individual feminino                                                 |
| ------------------------------------------------------------- | ------------------------------------------------------------------- |
| CHN China GBR Grã-Bretanha AUT Áustria JPN Japão POR Portugal | CHN China GBR Grã-Bretanha BRA Brasil CAN Canadá USA Estados Unidos |